# Спартак (хокейний клуб, Москва)
Хокейний клуб «Спартак» — хокейний клуб з м. Москви, Росія. Заснований у 1946 році. Виступає у чемпіонаті Континентальної хокейної ліги.
У вищій лізі — у 1946–1953, 1955–1999 і з 2001. Чемпіон СРСР (1962, 1967, 1969, 1976), срібний призер (1948, 1965, 1966, 1968, 1970, 1973, 1981, 1982, 1983, 1984, 1991), бронзовий призер (1947, 1963, 1964, 1972, 1975, 1979, 1980, 1986). Володар Кубка СРСР (1970, 1971), фіналіст (1967, 1977). Бронзовий призер чемпіонату СНД (1992). Фіналіст Кубка європейських чемпіонів (1970).
Домашні ігри команда проводить у Палаці спорту «Сокольники» (5530). Кольори клубу: червоний і білий.

## Досягнення
- Чемпіон СРСР (1962, 1967, 1969, 1976), срібний призер (1948, 1965, 1966, 1968, 1970, 1973, 1981, 1982, 1983, 1984, 1991), бронзовий призер (1947, 1963, 1964, 1972, 1975, 1979, 1980, 1986)
- Володар Кубка СРСР (1970, 1971), фіналіст (1967, 1977)
- Бронзовий призер чемпіонату СНД (1992)
- Фіналіст Кубка європейських чемпіонів (1970)
- Володар Кубка Шпенглера 1980, 1981, 1985, 1989 та 1990 років.

## Відомі гравці
У першому складі «Спартака», що посів 3-е місце в 1947 році, виступали:
- воротар: В. Гранаткін;
- захисники: А. Сеглін, Б. Соколов, Н. Морозов, Вік. Соколов;
- нападники: Ю. Тарасов, З. Зікмунд, І. Новиков, В. Захаров.

У 1948 році в матчах з ЛТЦ грала п'ятірка найкращих гравців «Спартака»: А. Сеглін, Б. Соколов, Ю. Тарасов, З. Зікмунд, І. Новіков, В наступних сезонах місце в воротах «Спартака» займали Н. Ісаєв, Д. Петров, з'явилися нападники Н. Нілов, І. Нетто, З. Ганусаускас, В. Новожилов.
Чемпіонами СРСР у складі московського «Спартака» були
- воротарі: А. Платов (1962), В. Зінгер (1967, 1969 і 1976), А. Прохоров (1967), А. Гисін (1969), В. Криволапов і Ю. Новиков (1976);
- захисники: В. Іспольнов (1962), В. Кузьмін, А. Макаров (1962, 1967 і 1969), А. Рижов (1962), Е. Кобзєв (1962 і 1967), В. Блінов (1967), Д . Китаєв, І. Лапін, В. Мігунько (1967 і 1969), А. Семенов (1967), В. Мерінов (1969), Є. Паладьєв (1969), Вал. Марков, Ю. Ляпкіних, С. Коротков, В. Пачкаліна, В. Кучеренко, В. Спиридонов, Ф. Канарейкін (1976);
- нападники Є. Майоров (1962 і 1967), В. Старшинов, Б. Майоров, В. Фоменков (1962, 1967 і 1969), І. Кутаков, А. Кузнецов, Вал. Ярославцев, Р. Булатов, Ю. Глухов (1962), Вік. Ярославцев (1962, 1967 і 1969), В. Прокоф'єв, Б. Курінний, В. Литвинов (1962), А. Севідов, Ю. Борисов, Є. Зімін (1967 і 1969), О. Мартинюк, В. Шадрін, О. Якушев (1967, 1969 і 1976), А. Залогін, Е. Кухарж, А. Кліншов (1967), К. Климов (1969), Г. Крилов (1969 і 1976), В. Шалімов, В. Гурєєв, А. Костильов, А. Рудаков, А. Барінов, В. Брагін, Д. Федін (1976).

В ЧСЄ і ЗОІ брали участь спартаківські хокеїсти:
- воротарі: В. Зінгер (1965–1969), В. Криволапов (1975), О. Марьїн (1991);
- захисники: В. Блінов (1968), Є. Паладьєв (1969, 1970 і 1973), Ю. Ляпкін (1973–1975), С. Коротков (1976);
- нападники: Є. Майоров (1961, 1963 і 1964), В. Старшинов (1961 і 1963–1971), Б. Майоров (1961 і 1963–1968), О. Якушев (1967, 1969, 1970, 1972–1977 і 1979), Вік. Ярославцев (1967), Є. Зимін (1968, 1969 і 1971), В. Шадрін (1970–1977), О. Мартинюк (1971 і 1973), В. Шалімов (1975–1977, 1981 і 1982), С. Капустін (1981–1983), С. Шепелєв (1981–1984), О. Кожевников (1982 і 1984), В. Тюменєв (1982 і 1984–1986), С. Агейкін (1986), І. Болдін (1992), М. Борщевський (1992), В. Прохоров (1992, 1998), О. Ткачук (1992), Г. Євтюхін (1994).